# Frank B. Gary

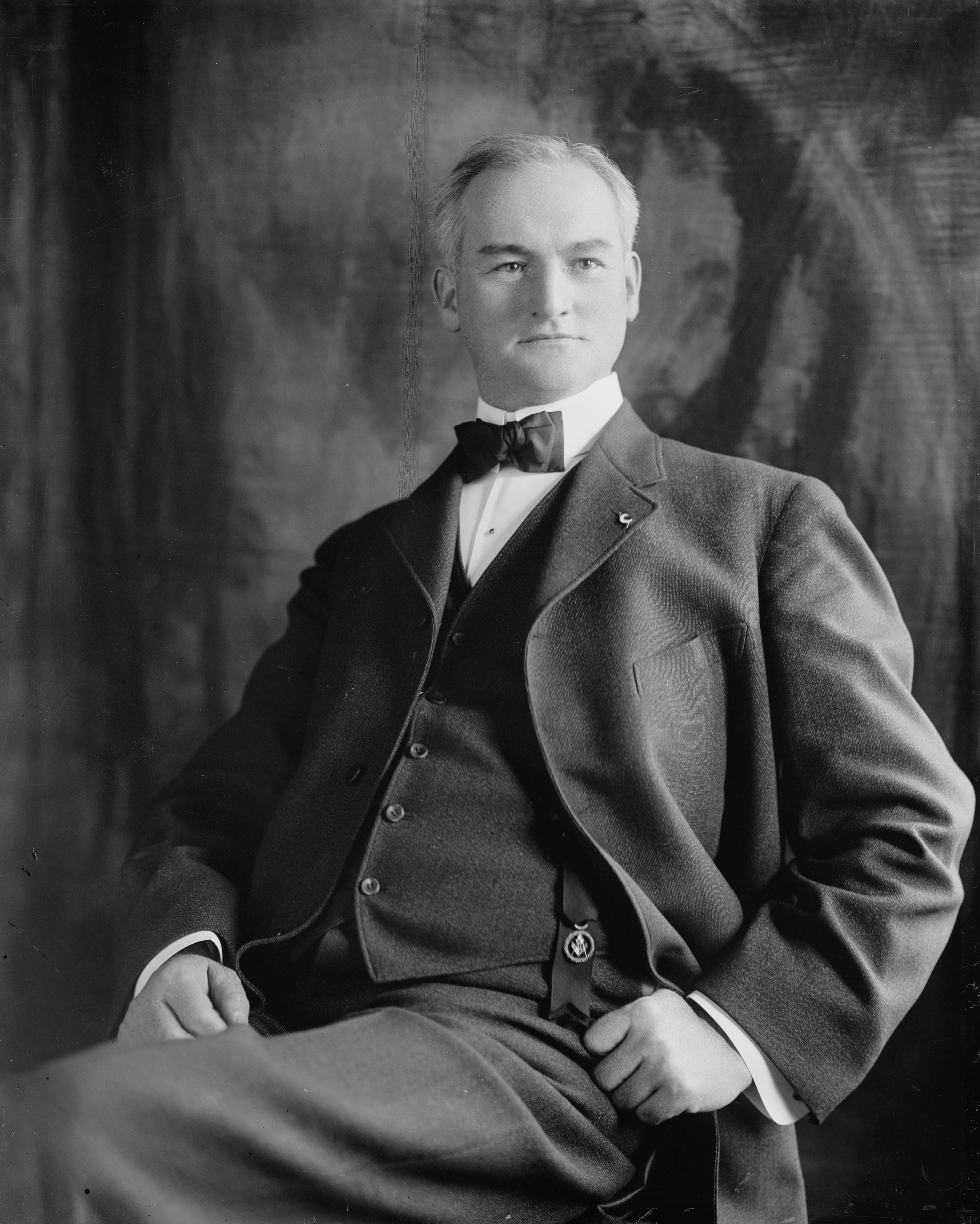
Frank B. Gary

Frank Boyd Gary (* 9. März 1860 in Cokesbury, Greenwood County, South Carolina; † 7. Dezember 1922 in Charleston, South Carolina) war ein US-amerikanischer Politiker (Demokratische Partei), der den Bundesstaat South Carolina im US-Senat vertrat.
Frank Gary besuchte zunächst die Conference School in seinem Heimatort Cokesbury und dann das Union College in Schenectady. Danach studierte er die Rechtswissenschaften, wurde in die Anwaltskammer aufgenommen und praktizierte ab 1881 als Jurist in Abbeville. Seine politische Laufbahn begann mit der Wahl in das Repräsentantenhaus von South Carolina, dem er von 1890 bis 1900 angehörte. Ab 1895 hatte er die Funktion des Speaker in dieser Parlamentskammer inne. Im Jahr 1895 war er auch Delegierter zu einem Verfassungskonvent seines Staates. 1906 wurde er erneut in das Repräsentantenhaus von South Carolina gewählt. Zwischenzeitlich fungierte er im Jahr 1903 auch als Sonderrichter im Prozess gegen James Tillman, den wegen Mordes angeklagten ehemaligen Vizegouverneur. Trotz vermeintlich eindeutiger Beweise wurde Tillman freigesprochen. Gary galt als Anhänger von dessen Onkel Benjamin Tillman, einem der einflussreichsten Politiker South Carolinas.
Nach dem Tod von US-Senator Asbury Latimer am 20. Februar 1908 wurde Frank Gary zu dessen Nachfolger gewählt. Er nahm sein Mandat in Washington, D.C. vom 6. März 1908 bis zum 4. März 1909 wahr. Um die Wiederwahl für eine volle Amtsperiode bewarb er sich nicht; der Sitz fiel danach an Ellison D. Smith. Gary zog danach im Jahr 1910 wieder in das Parlament von South Carolina ein, ehe er 1912 zum Richter für den achten Gerichtskreis seines Staates gewählt wurde. Dieses Amt übte er bis zu seinem Tod am 7. Dezember 1922 aus. Er wurde auf dem Long Cane Cemetery in Abbeville beigesetzt.